# Heure de Sandringham

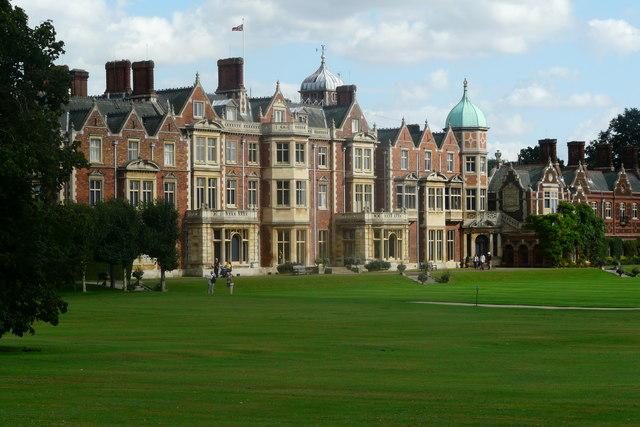
Sandringham House, Norfolk, Angleterre

L’heure de Sandringham est le nom donné à l'altération que le roi Édouard VII du Royaume-Uni (1841-1910) a apporté à la mesure du temps pour le domaine royal de Sandringham. Cette heure correspond à un fuseau horaire UTC+0:30 et a été utilisée durant les années 1901 à 1936.

## Historique
Contrairement à ce que prétend la rumeur, son but n'était pas d'aider la reine Alexandra (1844-1925) qui était constamment en retard, mais de disposer de plus de temps, par conséquent, plus de lumière du jour le soir pour chasser en hiver. À cette fin, le roi ordonne que toutes les horloges du domaine soient avancées d'une demi-heure par rapport à heure moyenne de Greenwich (GMT).
Durant des années, la pratique a également été observée aux châteaux de Windsor et Balmoral. La coutume continua après la mort d'Édouard VII pendant le règne de son fils George V (1865-1936). Édouard VIII (1894-1972) mit fin à cette tradition pendant son bref règne.